# Heliria gibberata
Heliria gibberata är en insektsart som beskrevs av Ball. Heliria gibberata ingår i släktet Heliria och familjen hornstritar. Inga underarter finns listade i Catalogue of Life.